# むつ小川原国家石油備蓄基地
むつ小川原国家石油備蓄基地（むつおがわらこっかせきゆびちくきち、英: Mutsu-Ogawara National Petroleum Stockpiling Base）は、青森県六ヶ所村にある石油備蓄基地。

## 概要
1973年のオイルショックを契機に、むつ小川原開発計画地域内に国家石油備蓄事業の第一号として建設された。570万キロリットルの貯蔵能力を有し、日本の石油需要12日分に相当する原油を貯蔵している。独立行政法人石油天然ガス・金属鉱物資源機構が所有し、むつ小川原石油備蓄株式会社が操業業務を受託している。

## 施設概要
- 貯蔵タンク - 11.1万kl×51基
- 中継タンク - 3.7万kl×4基

沖合のシーバースからむつ小川原港近くの陸上の中継ポンプ場を経て、約6km内陸の貯蔵施設へ移送される。貯蔵施設は東西約3kmの細長い敷地に、A地区12基・B地区18基・C地区21基のタンクが設置されている。冬季のタンク上への積雪に供え、温水や蒸気による融雪設備が設けられている。

## 沿革
- 1979年12月10日 - むつ小川原石油備蓄株式会社設立。
- 1980年11月 - 着工。
- 1983年8月 - A地区部分完成。
- 1985年9月 - 全面完成。
- 2001年12月 - むつ小川原石油備蓄株式会社、東京都から六ヶ所村に本社移転。

## 謎の記念コイン騒動
施設の周辺地域において、表面に「日本国」「千円」、裏面に「むつ小川原国家石油備蓄基地開発事業記念」と刻印された記念コインが出回っている。財務省や造幣局、青森県、石油天然ガス・金属鉱物資源機構にも発行した記録がないことから、2021年11月時点で発行者および製造者は不明である。取材の様子は、2021年11月11日の『奇跡体験!アンビリバボー』で放送された。
正式な記念硬貨では全てに発行年（昭和○年）が刻まれているが、このコインには発行年の刻印がなく、いつ発行されたか確認できないため、金融機関での両替は不可能。図柄は、表面に青森県の形とハクチョウ（県の鳥）、裏面に石油タンクや鉄塔が描かれている。桐箱に入ったものも存在し、金字で「記念」「青森県」「むつ小川原湖国家石油備蓄開発建設事業」と記されている。
調査のため所有者から1枚借り受けた安藤健二は、当時問題となっていたむつ小川原開発計画に便乗した原野商法との関連を推測している。当時の原野商法を調査している弁護士村本武志もコインに関する情報は持っていなかった。なおメダルを通貨として利用すると通貨偽造罪に問われるかに関しては「このメダルに関しては、誰がどう見ても“真正な通貨”と誤解する外形と品質とまでは言えないため、通貨偽造罪は成立しないと考えられる。ただし、通貨と誤解させるような使用法をした場合には、詐欺罪に該当する」との見解を表明している。
一方、ねとらぼの調査により、1981年頃に小川原湖界隈で頒布された物であることが判明し、地元で流通していることから原野商法の可能性は薄いのではないかという説も出た。また八戸駐屯地で流通していたことが確認されている。